# Abacetus bembidioides
Abacetus bembidioides es una especie de escarabajo terrestre de la subfamilia Pterostichinae.  Fue descrito por Stefano Ludovico Straneo en 1949. 